# Speed Power Emotion

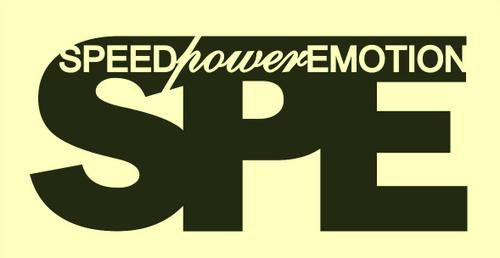
Speed Power Emotion

SPE Discos (Speed Power Emotion) es un sello independiente de hardcore y punk que funciona ininterrumpidamente desde 1999.
Con varias ediciones realizadas de distintas bandas, como Shaila, Rodia, Jordan, Clinch, Collision Course y algunos compilados como “Devotos de una mala religión”, tributo a Bad Religion.
SPE se ubica entre las discográficas más importantes y reconocidas del movimiento under de Argentina.
- Datos: Q6133067